# Live & Loud (Ozzy Osbourne)
Live & Loud è un doppio album dal vivo del cantante britannico Ozzy Osbourne, pubblicato il 28 giugno 1993 dalla Epic Records.

## Descrizione
L'album venne registrato durante il No More Tours del 1992. La traccia Black Sabbath venne suonata da Ozzy assieme ai suoi ex colleghi dell'omonima band (Tony Iommi, Bill Ward e Geezer Butler) e Changes venne eseguita dal cantante e Zakk Wylde al pianoforte. Questo è l'ultimo album con la collaborazione di Randy Castillo, il batterista che per più tempo suonò con Osbourne, il quale morirà a causa di una neoplasia nel 2002.

## Tracce

### Disco 1
1. Intro – 3:12
2. Paranoid – 3:17
3. I Don't Want to Change the World – 5:01
4. Desire – 6:00
5. Mr. Crowley – 6:25
6. I Don't Know – 5:12
7. Road to Nowhere – 5:30
8. Flying High Again – 5:03
9. Guitar Solo – 4:43
10. Suicide Solution – 5:02
11. Goodbye to Romance – 6:18

### Disco 2
1. Shot in the Dark – 6:36
2. No More Tears – 7:50
3. Miracle Man – 4:58
4. Drum Solo – 2:52
5. War Pigs – 9:17
6. Bark at the Moon – 5:28
7. Mama, I'm Coming Home – 5:45
8. Crazy Train – 6:20
9. Black Sabbath – 7:12
10. Changes – 5:15

## Formazione
Gruppo
- Ozzy Osbourne - voce
- Zakk Wylde - chitarra, pianoforte in Changes
- Mike Inez - basso
- Randy Castillo - batteria
- Kevin Jones - tastiera

Altri musicisti
- Tony Iommi - chitarra in Black Sabbath
- Geezer Butler basso in Black Sabbath
- Bill Ward - batteria in Black Sabbath